# Rimpijärvi (Jukkasjärvi socken, Lappland)
Rimpijärvi är en sjö i Kiruna kommun i Lappland och ingår i Kalixälvens huvudavrinningsområde. Rimpijärvi ligger i Torne och Kalix älvsystem Natura 2000-område.